# 傅宗龍
傅宗龍（1592年—1641年），字仲綸、又字元憲，號括蒼、又号元軒，雲南昆明官渡傅家營人，曾官陝西三邊總督，討伐流寇，被俘，不屈而死。追贈太子少保，諡忠壯。

## 生平
萬曆三十八年（1610年）進士，任銅梁、巴縣知縣，調戶部主事。
數年後，陞監察御史。天启四年（1624年）正月任贵州巡按兼监军，天启六年（1626年）击败安邦彦，稳定西南，诏加太仆寺少卿。
崇禎三年（1631年）任為都察院右僉都御史，順天巡撫。
崇禎十年（1637年），經楊嗣昌力薦，宗龍重新起用為四川巡撫。
崇禎十二年（1639年），宗龍被召赴京，以邵捷春代為巡撫。宗龍任兵部尚書，但不足三月因與崇禎帝不合被解職，下獄二年。
崇禎十四年（1641年），李自成破河南等境，杨嗣昌病死，北京震動。尚书陈新甲推荐傅宗龙，皇帝詔赦宗龍出獄，以兵部右侍郎兼副都御史，代替丁启睿督陝兵討賊，总督陕西三边军务。八月初旬，李自成有五十五万人攻占河洛，陝西三邊總督傅宗龍在崇禎皇帝催促下，進兵河南，兵力僅兩萬餘人，時关中各地遭旱灾蝗灾，糧餉極乏。九月四日，傅宗龙率川陕兵与保定总督杨文岳部会合。在孟家莊（今平輿境內）為李自成、羅汝才所襲，賀人龍出逃，李國奇潰敗，楊文岳亦徑行離去。僅剩宗龍孤軍力戰，被圍八日，糧盡彈絕，十一日杀骡马分食，骡马杀尽，後取尸体“分啖之”，十八日箭矢俱盡，宗龍計劃乘夜突围。十九日，在離項城八里處，宗龍為賊逮獲。賊軍想利用宗龍向守城官兵喊話。宗龍大罵：“我大臣也，殺則殺耳，豈能為賊賺城以緩死哉！”遂被殺害，死狀甚慘。
汪喬年得知傅宗龍死訊，大哭說道：“傅公死，討賊無人矣。”後汪喬年繼為陝西總督，亦力戰而亡。遺作收入李根源《明滇南五名臣遺集》。

## 家族
曾祖傅良弼，正德九年進士。